# إنزيم الحمض الدهني
بروتين (Fatty acid synthase (FAS هو بروتين متواجد في جسم الانسان يتم ترميزه من خلال جين FASNFatty acid synthase هو بروتين متعدد الانزيمات الذي يحفز توليف الأحماض الدهنية.إنه ليس إنزيمًا واحدًا بل نظامًا إنزيميًا كاملًا يتألف من جزئين متطابقين من منعدد البيبتيد (272 كيلو دالتون)  حيث يتم تسليم ركائز من مجال وظيفي واحد إلى التالي. وظيفة رئيسية هي لتحليل توليف حمض النخيل C16:0 ، وهو حمض دهني مشبع سلسلة طويلة) من أسيتيل-كو-أ ومالونيل كو-أ  ، في وجود NADPH.

(يشير التعبير C16:0 الملحق بحمض النخيل إلى عدد ذرات الكربون في سلسلته = 16
، وأما 0 فهو عدد الربطات الإزدواجية في سلسلة الكربون.)

## وظيفة التمثيل الغذائي
الأحماض الدهنية هي أحماض أليفاتية أساسية لإنتاج الطاقة وتخزينها ، وهيكل خلوي ، وكمواد وسيطة في التخليق الحيوي للهرمونات وغيرها من الجزيئات المهمة بيولوجيا
يتم تصنيعها من خلال سلسلة من تفاعلات تكاثف كلايزن  من أسيتيل كو-أ ومالونيل كو-أ.
بعد كل جولة من الاستطالة يتم تخفيض مجموعة بيتا كيتو إلى سلسلة الكربون المشبعة بالكامل من خلال العمل المتسلسل من ketoreductase (KR) ، dehydratase (DH) ، و enoyl reductase (ER).
يتم حمل سلسلة الأحماض الدهنية المتنامية بين هذه المواقع النشطة بينما يتم ربطها بشكل تساهمي مع مجموعة فوسبوثانتين البادئة (phosphopantetheine prosthetic) لـ  بروتين حامل الأسيل  (ACP ) ، ويتم تحريرها من خلال عمل thioesterase (TE) عند الوصول إلى طول سلسلة الكربون 16 (حمض بالمتيك). 

## أصنافه
هناك فئتان رئيسيتان من Synthases (FAS) Fatty Acids.
تستخدم أنظمة النوع الأول عديد ببتيد (polypeptide ) واحد كبير ومتعدد الوظائف ، وهي مشتركة بين كل من الحيوانات ووالفطريات (على الرغم من أن الترتيب البنيوي للمركبات الغشائية والحيوانية يختلف). كما يوجد نظام سينثيز الأحماض الدهنية من النوع الأول في مجموعة البكتيريا CMN (بكتيريا corynebacteria و mycobacteria و nocardia). في هذه البكتيريا ، ينتج نظام FASI حمض بالمتيك ، ويتعاون مع نظام سينثيز الأحماض الدهنية 2 FASII لإنتاج تنوع أكبر من منتجات الدهون.
تم العثور على النوع II في العتائق والبكتيريا ، ويتميز باستخدام انزيمات منفصلة أحادية الوظيفة لتخليق الأحماض الدهنية. مثبطات هذا المسار (FASII) هي مضادات حيوية محتملة.
إن آلية الاستطالة والتخفيض في سينثيزي الأحماض الدهنية FAS I و FAS II هي نفسها ، حيث أن مجالات الإنزيمات في FASII متشابهة إلى حد كبير مع نظيراتها في المجال في FAS I متعددة الانزيمات البروتينية . ومع ذلك ، فإن الاختلافات في تنظيم الإنزيمات - المدمجة في FAS I ، المنفصلة في FAS II - تؤدي إلى العديد من الاختلافات البيوكيميائية الهامة.
تشابك التاريخ التطوري لمجاميع الأحماض الدهنية كثيرا مع سينثيز بوليكيتيد (PKS). تستخدم سينثيز بوليكيتيد آلية مشابهة ومجالات متماثلة للحصول على عمليات الايض الثانوية. علاوة على ذلك فإن تركيبات سينثيز بوليكيتيد أيضًا تعرض منظومة من النوع الأول والنوع الثاني. ويعتقد أن FASI في الحيوانات قد نشأ من خلال تعديل PKS I في الفطريات ، في حين أن FAS I في الفطريات ومجموعة CMN من البكتيريا يبدو أنها نشأت بشكل منفصل من خلال دمج جينات FAS II. 

## البنية الهيكلية
يتكون FAS في الثديات من ثنائي الأجزاء المتماثلة من اثنين من الوحدات الفرعية البروتينية مماثلة, بحيث يتم فصل ثلاثة مجالات حافزة ( -ketoacyl synthase (KS) و malonyl/acetyltransferase (MAT) وdehydrase (DH) )في القسم N-Terminal عن طريق منطقة رئيسية تتكون من 600 وحدة بنائية من أربع مجالات من C-Terminal (enoyl reductase (ER) و ketoacyl reductase (KR) و acyl carrier protein (ACP) و thioesterase (TE) ) .
يعتمد النموذج التقليدي لتنظيم FAS إلى حد كبير على الملاحظات التي تفيد بأن الكاشف الثنائي الوظيفي 1,3-dibromopropanone (DBP) قادر علر ربط الموقع النشط cysteine thiol من مجال KS في مونومر FAS واحد مع مجموعة phosphopantetheine بديلي من مجال ACPفي المونومر الآخر. أثبت التحليل التكاملي للثغرات FAS التي تحمل طفرات مختلفة في كل موحود أن نطاقات KS و MAT يمكن أن تتعاون مع ACP من إحدى المونومرات. وكشف التحقيق من تجارب التشابك DBP أن الموقع النشط KS Cys161 thiol يمكن ربطه ب ACP 4'-phosphopantetheine thiol لأي مونومر. وبالإضافة إلى ذلك ، فقد تم الإبلاغ مؤخراً عن أن FAS غير المتجانسة التي تحتوي على مونومر واحد مؤهل فقط قادر على توليف بالميتات.
يبدو أن الملاحظات المذكورة أعلاه لا تتوافق مع النموذج التقليدي «الرأس إلى الذيل» لمنظومة FAS ، وقد تم اقتراح نموذج بديل ، وتوقع أن تكون نطاقات KS و MAT لكل من المونومرات (monomers) أقرب إلى مركز FAS dimer ، حيث يمكن الوصول إلى ACP لاي وحدة فرعية.    

## آلية نقل المادة المتفاعلة
تظهر هياكل FAS المحولة للخميرة و هياكل FAS الثدييات منظمتين متميزتين من المجالات / الإنزيمات الحفازة المحفوظة بشكل كبير في هذه الآلة الخلوية متعددة الإنزيمات. تحتوي FAS الخميرة على بنية ذات كفاءة عالية مع 6 حجرات تفاعل تخلط الأحماض الدهنية بشكل مستقل ، في حين أن هياكل FAS الثديية لديها هيكل مرن مفتوح مع حجرتي تفاعل فقط. ومع ذلك ، في كلتا الحالتين يعمل بروتين الناقل الحامل (acyl carrier protein ACP) المحفوظ كنطاق متحرك مسؤول عن نقل ركائز الحمض الدهني الوسيط إلى مواقع تحفيزية مختلفة. تم الحصول على أول بصيرة هيكلية مباشرة في آلية نقل المادة المتفاعلة هذه من خلال تحليل cryo-EM ، حيث لوحظ ACP مرتبطًا بالمجالات التحفيزية المختلفة في سينسيز حامض الخميرة الدهني (yeast fatty acid synthase) على شكل البرميل. تشير نتائج cryo-EM إلى أن ربط ACP بالمواقع المختلفة هو غير متماثل و عشوائي ، كما هو مبين في دراسات محاكاة الكمبيوتر.

## التنظيم
يتم تنظيم التمثيل الغذائي والتمثيل الذاتي من (fatty acid synthase) من خلال عوامل تحفيز المنبع (USF1 و USF2) وبروتين ربط العنصر التنظيمي sterol-1c (SREBP-1c) كاستجابة للتغذية / الأنسولين في الحيوانات الحية.
على الرغم من أن مستقبلات الكبد X (LXRs) تعدل التعبير عن بروتين ربط العنصر التنظيمي sterol-1c (SREBP-1c) في التغذية ، فإن تنظيم FAS بواسطة SREBP-1c يعتمد على USF. 

## الأهمية الطبية
تم دراسة الجين الذي يرمز لـ FAS على أنه الجين الورمي المحتمل. FAS يُحَفّز في سرطان الثدي ، فضلا عن كونها مؤشرا على سوء التشخيص, قد يكون مفيدأ أيضا كمنطقة العلاج الكيميائي. لذلك تعتبر مثبطات FAS منطقة نشطة من أبحاث اكتشاف الأدوية.
قد يكون FAS أيضًا متورطًا في إنتاج اليرقان (ligand) الداخلي للمستقبلات النووية PPARalpha ، وهو الهدف من الأدوية الفايبريتية (fibrate drugs) لفرط شحميات الدم (hyperlipidemia) ، ويتم التحقيق فيه كدواء محتمل لعلاج متلازمة التمثيل الغذائي (metabolic syndrome).
أورليستات (Orlistat) الذي هو مثبط لليباز (lipase) المعدي المريئي يمنع أيضا FAS ولديه القدرة ليكون كدواء للسرطان.
في بعض خطوط الخلايا السرطانية ، وجد أن هذا البروتين يندمج مع مستقبلات هرمون ألفا الاستروجين (ER-alpha) ، حيث تنصهر N-terminus of FAS في الإطار مع C-terminus من ER-alpha. 

## اقرأ أيضا
- بروتين حامل الأسيل
- تخليق الأحماض الدهنية
- MCAT (جين)
- أسيتيل كو-أ كربوكسيليز